# Ochthera cuprilineata
Ochthera cuprilineata är en tvåvingeart som beskrevs av Wheeler 1896. Ochthera cuprilineata ingår i släktet Ochthera och familjen vattenflugor. Inga underarter finns listade i Catalogue of Life.